# パイプクアリン
パイプクアリン（英：Pipequaline (INN) ；開発コードPK-8165）は、医薬品として販売されなかった抗不安薬である。このタイプの他の薬物とは密接に関連していない新規化学構造を持つ。ベンゾジアゼピン系薬物と同様の薬理学的特性を持つが、主に抗不安作用を持ち、鎮静作用、薬物性健忘、抗てんかん作用はほとんど持たないため、非ベンゾジアゼピン系抗不安薬に分類される。
パイプクアリンは非選択的GABAA受容体のパーシャルアゴニストとして作用する 。鎮静作用のない抗不安作用という特性は、医療用として可能性があるように思われるが、パイプクアリンは医療用に開発されたことはなく、現在は科学研究にのみ使用されている。